# Mouse Musketeers
Le dessin animé Les Deux Mousquetaires (The Two Mouseketeers - 1952) obtint l'Oscar du meilleur dessin animé de l'année. Ce succès engendra des suites aussi bien au cinéma qu'en bandes dessinées sous le titre Mouse Musketeers.

## Les dessins animés

### Les Deux Mousquetaires(The 2 Mouseketeers- 1952)
Ce dessin animé de 7 minutes et 21 secondes est produit par Fred Quimby et réalisé par William Hanna et Joseph Barbera.
Il met pour la première fois en scène Tom en costume des gardes du Cardinal et Jerry et Nibbles en celui des mousquetaires du Roi. Le chat doit garder la table royale pleine de mets succulents sous peine de passer à la guillotine
Bien évidemment, les deux souris ont envie de faire bombance. Commence alors un terrible combat...

### Touché Pussy Cat!(1954)
C'est la même équipe artistique qui réalise et produit ce deuxième film de 6 minutes et 45 secondes qui sera nommé pour l'Oscar du meilleur dessin animé sans l'obtenir toutefois.
Tuffy arrive à Paris pour devenir mousquetaire du Roi. C'est Jerry qui est chargé de son entrainement. Mais une accumulation de bêtises convainc Jerry de refuser l'impétrant. Tristesse du souriceau. Mais c'est compter sans l'intervention du destin et le duel que doivent se livrer Tom et Jerry.

### Le Galant Mousquetaire(Tom and Chérie- 1955)
C'est la troisième fois que Tom et Jerry revêtent au cinéma leurs costumes de gardes.
Ce film de 6 minutes et 46 secondes bénéficie de la même équipe que les opus précédents. Cette fois ci Jerry est follement amoureux de Lilli. Il charge Tuffy d'apporter la lettre qu'il vient d'écrire à sa bien-aimée. Mais Tom empêche tout passage...

### Tom et Jerry gardes du Roi(The Royal Cat Nap- 1958)
Alors que le Roi dort, Jerry et Tuffy s'empiffrent des mets de la table royale. Réveillé par le bruit, le souverain somme Tom de faire cesser tout vacarme ou il lui fera couper la tête...
Si William Hanna et Joseph Barbera sont toujours à la réalisation de ces 6 minutes 45, l'équipe technique est légèrement différente et c'est Hanna lui-même qui remplace Quimby dans le rôle de producteur.

## Les principaux comics

### Dell Comics

#### Four Color
C'est au #475 (juin 1953) que les Mouse Musketeers apparaissent pour la première fois sous le titre du cartoon : The Two Mouseketeers. Ils reviennent ensuite aux numéros 603 (novembre 1954) et 642 (juillet 1955) sous le nom de Mouseketeers. Mais Disney pour son émission Mickey Mouse Club a déposé le terme. Du coup lorsque les personnages reviendront ce sera sous le nom de Mouse Musketeers.
Compte tenu du succès Dell  se décide enfin à créer un journal au nom des personnages.

#### MGM's The Mouse Musketeers
En avril 1957 sort ainsi le #8 de la revue, laquelle s'échelonnera jusqu'au #21 (1960).

#### MGM's Tom & Jerry's Winter Fun
- # 5 (décembre 1956)

The Royal Neckpiece - 8 planches
- # 6 (décembre 1957)

King's Merrymen - 9 planches

#### Tom & Jerry's Picnic Time
- # 1 (juillet 1958)

Mutineer Mice - 9 planches

#### Tom & Jerry Comics
- # 173 (décembre 1958)

Zounds! It is time we cured the Poosycat of having his breakfast in bed, Mon Ami!  - 5 planches

### Gold Key

#### Golden Comics Digest
N'étant pas uniquement consacrée à Tom et Jerry, ce journal ne voit pas les deux héros apparaître à chaque numéro, a fortiori en mousquetaires. 
- # 1 (mai 1969)

The Castle Keeper - 10 planches
- # 3 (juillet 1969)

Doorway to Victory - 6 planches
- # 5 (septembre 1969)

The Dragon Dilemma - 10 planches
- # 12 (août 1970)

The Order of The Dragon - 8 planches
- # 13 (septembre 1970)

Reprise de l'histoire parue dans le # 1 de Tom & Jerry Picnic Time
- # 35 (mars 1974)

Snowball Feud - 12 planches

#### Tom & Jerry
- #319 (juin 1979)

(Yawn!) With this spring fever, how are we ever going to get the best of M'sieur Poosycat? - 5 planches
- #322 (septembre 1979)

Out and In - 5 planches
- #323 (octobre 1979)

Bathtime Blues - 5 planches